# Atomu Tanaka
Atomu Tanaka (født 4. oktober 1987) er en japansk fodboldspiller, som spiller for den japanske fodboldklub Cerezo Osaka.